# 沃特福德市 (北达科他州)
沃特福德市（英語：Watford City），是美国北达科他州下属的一座城市。根据2010年美国人口普查，该市有人口1,744人。2011年估计该市有人口1,923人，相对于2010年，增长率为10.26%。